# Copa Davis 2020-2021
La Copa Davis 2020-2021, també coneguda com a Davis Cup by Rakuten 2020-2021, correspon a la 109a edició del torneig de tennis masculí més important per nacions.
En l'edició anterior es va establir un nou sistema de joc pel Grup Mundial que passà a anomenar-se Davis Cup Finals, i en aquesta edició es va seguir realitzant el procés d'adaptació al nou sistema substituint els Grup I i Grup II dels tres sectors mundials per un sistema més unificat anomenats Davis Cup World Group I i Davis Cup World Group II. En aquestes fases també es va introduir una fase de classificació. El resultat d'aquest canvi va provocar que el rànquing mundial de la Copa Davis deixés d'utilitzar-se per determinar les nacions participants. Els grups III i IV
El calendari de la competició es va veure greument afectat per la pandèmia de COVID-19, de manera que només es van poder celebrar els esdeveniments disputats abans de l'abril. Tan les Finals, que s'havien de disputar al novembre, com la resta d'esdeveniments continentals pendents es van ajornar per l'any 2021 mantenint els resultats de les proves ja realitzades. A la vegada, això va significar la suspensió de l'edició de 2021 per poder finalitzar l'edició de 2020.

## Davis Cup Finals
- Data: 25 de novembre - 5 desembre de 2021
- Seus:[3][4]
  - Caja Mágica, Madrid (Espanya)
  - Olympiahalle, Innsbruck (Àustria)
  - Pala Alpitour Arena, Torí (Itàlia)

18 equips nacionals participen en l'esdeveniment classificats de la següent forma:
- 4 semifinalistes del Grup Mundial de l'edició anterior
- 12 guanyadors de la fase de classificació
- 2 equips convidats

| Equips participants | Equips participants | Equips participants | Equips participants | Equips participants | Equips participants |
| ------------------- | ------------------- | ------------------- | ------------------- | ------------------- | ------------------- |
| Alemanya            | Austràlia           | Àustria             | Canadà (F)          | Colòmbia            | Croàcia             |
| Equador             | Espanya (A, G)      | Estats Units        | França (C)          | Hongria             | Itàlia              |
| Kazakhstan          | Regne Unit (SF)     | Rússia (SF)         | Sèrbia (C)          | Suècia              | Txèquia             |

### Fase de grups
| Grup | Primer     | Primer | Primer | Primer | Segon     | Segon | Segon | Segon | Tercer       | Tercer | Tercer | Tercer |
| Grup | País       | E      | P      | S      | País      | E     | P     | S     | País         | E      | P      | S      |
| ---- | ---------- | ------ | ------ | ------ | --------- | ----- | ----- | ----- | ------------ | ------ | ------ | ------ |
| A    | Rússia     | 2−0    | 5−1    | 12−5   | Espanya   | 1−1   | 4−2   | 9−8   | Equador      | 0−2    | 0−6    | 4−12   |
| B    | Kazakhstan | 2−0    | 5−1    | 10−5   | Suècia    | 1−1   | 4−2   | 9−4   | Canadà       | 0−2    | 0−6    | 2−12   |
| C    | Regne Unit | 2−0    | 4−2    | 8−5    | França    | 1−1   | 3−3   | 6−8   | Txèquia      | 0−2    | 2−4    | 7−8    |
| D    | Croàcia    | 2−0    | 5−1    | 11−3   | Austràlia | 1−1   | 2−4   | 5−10  | Hongria      | 0−2    | 2−4    | 6−10   |
| E    | Itàlia     | 2−0    | 4−2    | 9−5    | Colòmbia  | 1−1   | 3−3   | 6−8   | Estats Units | 0−2    | 2−4    | 5−7    |
| F    | Alemanya   | 2−0    | 4−2    | 8−5    | Sèrbia    | 1−1   | 4−2   | 9−6   | Àustria      | 0−2    | 1−5    | 4−10   |

### Quadre
|  | Quarts de final           | Quarts de final       | Quarts de final |                       |            | Semifinals | Semifinals            | Semifinals |  |    | Final  | Final | Final |
|  |                           |                       |                 |                       |            |            |                       |            |  |    |        |       |       |
|  | 2 de desembre, Madrid     |                       |                 |                       |            |            |                       |            |  |    |        |       |       |
|  | 12                        | Rússia                | 2               |                       |            |            |                       |            |  |    |        |       |       |
|  | 12                        | Rússia                | 2               | 4 de desembre de 2021 |            |            |                       |            |  |    |        |       |       |
|  | 13                        | Suècia                | 0               |                       |            |            |                       |            |  |    |        |       |       |
|  | 13                        | Suècia                | 0               |                       | 12         | Rússia     | 2                     |            |  |    |        |       |       |
|  | 30 de novembre, Innsbruck |                       |                 |                       | 12         | Rússia     | 2                     |            |  |    |        |       |       |
|  |                           | 7                     | Alemanya        | 1                     |            |            |                       |            |  |    |        |       |       |
|  | 9                         | 7                     | Alemanya        | 1                     | Regne Unit | 1          |                       |            |  |    |        |       |       |
|  | 9                         |                       |                 |                       | Regne Unit | 1          | 5 de desembre de 2021 |            |  |    |        |       |       |
|  | 7                         | Alemanya              | 2               |                       |            |            |                       |            |  |    |        |       |       |
|  | 7                         | Alemanya              | 2               |                       |            |            |                       |            |  | 12 | Rússia | 2     |       |
|  | 29 de novembre, Torí      |                       |                 |                       |            |            |                       |            |  | 12 | Rússia | 2     |       |
|  |                           | 4                     | Croàcia         | 0                     |            |            |                       |            |  |    |        |       |       |
|  | 8                         | 4                     | Croàcia         | 0                     | Itàlia     | 1          |                       |            |  |    |        |       |       |
|  | 8                         | 3 de desembre de 2021 |                 |                       | Itàlia     | 1          |                       |            |  |    |        |       |       |
|  | 4                         | Croàcia               | 2               |                       |            |            |                       |            |  |    |        |       |       |
|  | 4                         | Croàcia               | 2               |                       | 4          | Croàcia    | 2                     |            |  |    |        |       |       |
|  | 1 de desembre, Madrid     |                       |                 |                       | 4          | Croàcia    | 2                     |            |  |    |        |       |       |
|  |                           | 6                     | Sèrbia          | 1                     |            |            |                       |            |  |    |        |       |       |
|  | 6                         | 6                     | Sèrbia          | 1                     | Sèrbia     | 2          |                       |            |  |    |        |       |       |
|  | 6                         |                       |                 |                       | Sèrbia     | 2          |                       |            |  |    |        |       |       |
|  | 11                        | Kazakhstan            | 1               |                       |            |            |                       |            |  |    |        |       |       |

## Ronda classificació
Data: 6 i 7 de març de 2020
24 equips nacionals participen per classificar-se per la fase final en sèries basades en el format local-visitant tradicional de la Copa Davis per omplir les 14 places restants de la fase final. Equips classificats de la següent forma:
- 14 equips classificats entre el cinquè i divuitè de les Davis Cup Finals 2019
- 12 equips guanyadors dels Grups I sectorials

| Seu (superfície)                                                  | Equip local      | Resultat | Equip visitant |
| ----------------------------------------------------------------- | ---------------- | -------- | -------------- |
| Dom Sportova, Zagreb, Croàcia (dura interior)                     | Croàcia (1)      | 3 − 1    | Índia          |
| Fonix Hall, Debrecen, Hongria (terra batuda interior)             | Hongria          | 3 − 2    | Bèlgica (2)    |
| Palacio de los Deportes, Bogotà, Colòmbia (terra batuda interior) | Colòmbia         | 3 − 1    | Argentina (3)  |
| Neal S. Blaisdell Center, Honolulu, Estats Units (dura interior)  | Estats Units (4) | 4 − 0    | Uzbekistan     |
| Memorial Drive Tennis Club, Adelaida, Austràlia (dura)            | Austràlia (5)    | 3 − 1    | Brasil         |
| Circolo Tennis Cagliari, Càller, Itàlia (terra batuda)            | Itàlia (6)       | 4 − 0    | Corea del Sud  |
| Castello Düsseldorf, Düsseldorf, Alemanya (dura)                  | Alemanya (7)     | 4 − 1    | Belarús        |
| National Tennis Center, Nursultan, Kazakhstan (dura interior)     | Kazakhstan (8)   | 3 − 1    | Països Baixos  |
| AXA Arena NTC, Bratislava, Eslovàquia (terra batuda interior)     | Eslovàquia       | 1 − 3    | Txèquia (9)    |
| Steiermarkhalle Schwarzlsee, Premstätten, Àustria (dura interior) | Àustria (10)     | 3 − 1    | Uruguai        |
| Bourbon Beans Dome, Miki, Japó (dura interior)                    | Japó (11)        | 0 − 3    | Equador        |
| The Royal Tennis Hall, Estocolm, Suècia (dura interior)           | Suècia (12)      | 3 − 1    | Xile           |

## Grup Mundial I
Data: 5−6 de març de 2021 o 17−19 de setembre de 2021
24 equips nacionals van participar en el Grup Mundial I. Equips classificats de la següent forma:
- 12 equips perdedors de la fase de classificació
- 12 equips guanyadors de la fase de classificació del Grup I

Els vuit equips vencedors amb millor rànquing es van classificar automàticament per la fase de classificació de la següent edició, mentre que els quatre vencedors amb pitjor rànquing van accedir a una ronda de play-off addicional disputada al novembre de 2021. Els dos equips vencedors d'aquest play-off també es van classificar per la fase de classificació. Els dos perdedors d'aquest play-off més els perdedors d'aquesta ronda van tornar a la ronda classificatòria del Grup I mundial.
| Seu (superfície)                                                      | Equip local   | Resultat | Equip visitant            |
| --------------------------------------------------------------------- | ------------- | -------- | ------------------------- |
| Rakiura Resort, Asunción, Bolívia (terra batuda)                      | Bolívia       | 2 − 3    | Bèlgica (1)               |
| Buenos Aires Lawn Tennis Club, Buenos Aires, Argentina (terra batuda) | Argentina (2) | 4 − 1    | Belarús                   |
| Pakistan Sports Complex, Islamabad, Pakistan (gespa)                  | Pakistan      | 0 − 4    | Japó (3)                  |
| Carrasco Lawn Tenis Club, Montevideo, Uruguai (terra batuda)          | Uruguai       | 0 − 4    | Països Baixos (4)         |
| NTC Arena, Bratislava, Eslovàquia (dura interior)                     | Eslovàquia    | 3 − 1    | Xile (5)                  |
| Espoo Metro Areena, Espoo, Finlàndia (dura interior)                  | Finlàndia     | 3 − 1    | Índia (6)                 |
| Oslo Tennis Arena, Oslo, Noruega (dura interior)                      | Noruega       | 3 − 1    | Uzbekistan (7)            |
| Automobile and Touring Club of Lebanon, Joünié, Líban (terra batuda)  | Líban         | 0 − 4    | Brasil (8)                |
| International Tennis Hall of Fame, Newport, Estats Units (gespa)      | Nova Zelanda  | 1 − 3    | Corea del Sud (9)         |
| Sala Sporturilor Horia Demian, Cluj-Napoca, Romania (dura interior)   | Romania       | 3 − 1    | Portugal (10)             |
| Club Lawn Tennis de la Exposición, Lima, Perú (terra batuda)          | Perú          | 3 − 1    | Bòsnia i Hercegovina (11) |
| Marina Tennis Club, Kíev, Ucraïna (dura interior)                     | Ucraïna (12)  | 3 − 2    | Israel                    |

### Fase de classificació
Data: 6−7 de març de 2020
24 equips nacionals van participar en aquesta fase per classificar-se per les dotze places del Grup Mundial I, mentre que els dotze vençuts van disputar el Grup Mundial II. Equips classificats de la següent forma:
- 12 equips perdedors dels Grup I continentals l'edició anterior
- 12 equips guanyadors dels Grup II continentals l'edició anterior

| Seu (superfície)                                                          | Equip local              | Resultat | Equip visitant           |
| ------------------------------------------------------------------------- | ------------------------ | -------- | ------------------------ |
| Palace of Sports, Zaporíjia, Ucraïna (dura interior)                      | Ucraïna (1)              | 3 − 2    | Xina Taipei              |
| Pakistan Sports Complex, Islamabad, Pakistan (gespa)                      | Pakistan (2)             | 3 − 0    | Eslovènia                |
| Club de Tenis Santa Cruz, Santa Cruz de la Sierra, Bolívia (terra batuda) | Bolívia                  | 3 − 1    | República Dominicana (3) |
| Club Megasaray Tennis Centre, Antalya, Turquia (terra batuda)             | Turquia                  | 1 − 3    | Israel (4)               |
| Arena Zenica, Zenica, Bòsnia i Hercegovina (dura interior)                | Bòsnia i Hercegovina (5) | 3 − 1    | Sud-àfrica               |
| Club Deportivo La Asunción, Metepec, Mèxic (terra batuda)                 | Mèxic                    | 2 − 3    | Finlàndia (6)            |
| Automobile and Touring Club of Lebanon, Joünié, Líban (terra batuda)      | Líban (7)                | 3 − 1    | Tailàndia                |
| ASB Tennis Arena, Auckland, Veneçuela (dura)                              | Nova Zelanda             | 3 − 1    | Veneçuela (8)            |
| Club Lawn Tennis de la Exposición, Lima, Perú (terra batuda)              | Perú                     | 3 − 1    | Suïssa (9)               |
| Oslo Tennis Arena, Oslo, Noruega (dura interior)                          | Noruega                  | 4 − 0    | Barbados (10)            |
| Siauliai Tennis Academy, Šiauliai, Lituània (dura interior)               | Lituània                 | 0 − 4    | Portugal (11)            |
| Sala Polivalenta Piatra Neamt, Piatra Neamț, Romania (dura interior)      | Romania                  | w/o      | R.P. de la Xina (12)     |

### Fase eliminatòria
Data: 26−28 de novembre de 2021
4 equips nacionals van participar en aquesta fase, els equips guanyadors de la fase classificatòria del Grup Mundial I amb pitjor rànquing. Els dos vencedors es van classificar per la ronda de classificació de les finals de 2022, mentre que els dos perdedors es van classificar per la fase classificatòria del Grup Mundial I de 2022.
| Seu (superfície)                                       | Equip local | Resultat | Equip visitant |
| ------------------------------------------------------ | ----------- | -------- | -------------- |
| Oslo Tennis Arena, Oslo, Noruega (dura interior)       | Noruega     | 3 − 1    | Ucraïna (1)    |
| Sala Polivalenta, Cluj-Napoca, Romania (dura interior) | Romania     | 4 − 0    | Perú (2)       |

## Grup Mundial II
Data: 5−6 de març de 2021 o 17−19 de setembre de 2021
24 equips nacionals van participar en el Grup Mundial II. Equips classificats de la següent forma:
- 12 equips perdedors de la fase de classificació del Grup I
- 12 equips guanyadors de la fase de classificació del Grup II

Els dotze equips vencedors es van classificar automàticament per ronda classificatòria del Grup Mundial I de la següent edició, mentre que els perdedors d'aquesta ronda van tornar a la ronda classificatòria del Grup II mundial.
| Seu (superfície)                                         | Equip local               | Resultat | Equip visitant           |
| -------------------------------------------------------- | ------------------------- | -------- | ------------------------ |
| Harare Sports Club, Harare, Zimbàbue                     | Zimbàbue                  | w/o      | R.P. de la Xina (1)      |
| Sport Hall Sofia, Sofia, Bulgària (dura interior)        | Bulgària                  | 1 − 3    | Mèxic (2)                |
| Swiss Tennis Arena, Biel, Suïssa (dura interior)         | Suïssa (3)                | 5 − 0    | Estònia                  |
| Cité Nationale Sportive El Menzah, Tunis, Tunísia (dura) | Tunísia                   | 3 − 2    | República Dominicana (4) |
| Lyttos Beach Tennis Academy, Càndia, Grècia (dura)       | Grècia                    | 1 − 3    | Lituània (5)             |
| Sydbank Arena, Kolding, Dinamarca (dura interior)        | Dinamarca                 | 4 − 1    | Tailàndia (6)            |
| Arena Kalisz, Kalisz, Polònia (dura interior)            | Polònia (7)               | 3 − 1    | El Salvador              |
| Tennis Centre Portoroz, Portorož, Eslovènia (dura)       | Eslovènia (8)             | 3 − 1    | Paraguai                 |
| Enka Spor Kulubu, Istanbul, Turquia (dura)               | Turquia (9)               | 4 − 0    | Letònia                  |
| Forest Hills Stadium, Nova York, Estats Units (dura)     | Sud-àfrica (10)           | 4 − 0    | Veneçuela                |
| República de la Xina                                     | República de la Xina (11) | w/o      | Marroc                   |
| National Tennis Centre, Saint Michael, Barbados (dura)   | Barbados (12)             | 3 − 1    | Indonèsia                |

### Fase de classificació
Data: 6−7 de març de 2020
24 equips nacionals van participar en aquesta fase per classificar-se per les dotze places del Grup Mundial II, mentre que els dotze vençuts van disputar el Grup Mundial III continentals. Equips classificats de la següent forma:
- 12 equips perdedors dels Grup II continentals l'edició anterior
- 12 equips provinents dels Grup III continentals:
  - 4 provinents d'Europa
  - 3 provinents d'Àsia/Oceania
  - 3 provinents d'Amèrica
  - 2 provinents d'Àfrica

| Seu (superfície)                                                          | Equip local | Resultat | Equip visitant |
| ------------------------------------------------------------------------- | ----------- | -------- | -------------- |
| National Tennis Centre Lielupe, Jūrmala, Letònia (dura interior)          | Letònia     | 4 − 1    | Egipte         |
| Club Internacional de Tenis, Asunción, Paraguai (terra batuda)            | Paraguai    | 4 − 0    | Sri Lanka      |
| Royal Tennis Club de Marrakech, Marràqueix, Marroc (terra batuda)         | Marroc      | 4 − 0    | Vietnam        |
| Stadion Tenis Gelora Bung Karno, Jakarta, Indonèsia (dura)                | Indonèsia   | 4 − 0    | Kenya          |
| Federación Nacional De Tenis, Guatemala, Guatemala (dura)                 | Guatemala   | 1 − 3    | Tunísia        |
| Costa Rica Country Club, San José, Costa Rica (dura)                      | Costa Rica  | 1 − 4    | Bulgària       |
| Arena Kalisz, Kalisz, Polònia (dura interior)                             | Polònia     | 4 − 0    | Hong Kong      |
| Harare Sports Club, Harare, Zimbàbue (dura)                               | Zimbàbue    | 3 − 1    | Síria          |
| Philippine Columbian Association, Metro Manila, Filipines (dura interior) | Filipines   | 1 − 4    | Grècia         |
| Holbæk Sportsby, Holbæk, Dinamarca (dura interior)                        | Dinamarca   | 5 − 0    | Puerto Rico    |
| Polideportivo de Ciudad Merliot, San Salvador, El Salvador (dura)         | El Salvador | 3 − 1    | Jamaica        |
| Alex Metreveli Tennis Club, Tbilisi, Geòrgia (dura)                       | Geòrgia     | 1 − 4    | Estònia        |

### Fase eliminatòria
Data: 26−28 de novembre de 2021
4 equips nacionals van participar en aquesta fase, els equips guanyadors de la fase classificatòria del Grup Mundial II amb pitjor rànquing. Els dos vencedors es van classificar per la ronda de classificació del Grup Mundial I de 2022, mentre que els dos perdedors es van classificar per la fase classificatòria del Grup Mundial II de 2022.
| Seu (superfície)                                    | Equip local | Resultat | Equip visitant |
| --------------------------------------------------- | ----------- | -------- | -------------- |
| Tennis Club de Tunis, Tunis, Tunísia (terra batuda) | Tunísia (1) | 4 − 0    | Zimbàbue       |
| Royal Tennis Club, Marràqueix, Marroc               | Marroc      | 1 − 3    | Dinamarca (2)  |

## Sector Àfrica

### Grup III
Les eliminatòries es van disputar entre els dies 11 i 14 d'agost de 2021 sobre terra batuda al Smash Tennis Academy del Caire (Egipte). Dividits en dos grups, els dos millors equips cada grup es van enfrontar en una eliminatòria per decidir els dos classificats pel play-off del Grup Mundial II, mentre que els dos perdedors van descendir al grup IV del sector africà.
Grup A
|         | Egipte | Algèria | Benín | V − D | Partits | Pos. |
| Egipte  |        | 3−0     | 2−1   | 2−0   | 5−1     | 1    |
| Algèria | 0−3    |         | 1−2   | 0−2   | 1−5     | 3    |
| Benín   | 1−2    | 2−1     |       | 1−1   | 3−3     | 2    |

Grup B
|          | Kenya | Moçambic | Ghana | Ruanda | V − D | Partits | Pos. |
| Kenya    |       | 2−1      | 3−0   | 3−0    | 3−0   | 8−1     | 1    |
| Moçambic | 1−2   |          | 3−0   | 2−1    | 2−1   | 6−3     | 2    |
| Ghana    | 0−3   | 0−3      |       | 0−3    | 0−3   | 0−9     | 4    |
| Ruanda   | 0−3   | 1−2      | 3−0   |        | 1−2   | 4−5     | 3    |

Play-offs
| Ronda   | Equip A | Resultat | Equip B  |
| ------- | ------- | -------- | -------- |
| Ascens  | Egipte  | 3 − 0    | Moçambic |
| Ascens  | Benín   | 2 − 1    | Kenya    |
| Descens | Algèria | 3 − 0    | Ruanda   |
| Descens |         | Ghana    |          |

### Grup IV
Les eliminatòries es van disputar entre els dies 21 i 26 de juny de 2021 sobre pista dura al Complexe Sportif La Concorde de Brazzaville (República del Congo). Dividits en dos grups, els dos millors equips cada grup es van enfrontar en una eliminatòria per decidir els dos classificats pel Grup III del sector africà.
Grup A
|                | Namíbia | Uganda | Botswana | Rep. del Congo | Angola | V − D | Partits | Pos. |
| Namíbia        |         | 3−0    | 3−0      | 3−0            | 2−1    | 4−0   | 11−1    | 1    |
| Uganda         | 0−3     |        | 0−3      | 3−0            | 1−2    | 1−3   | 4−8     | 4    |
| Botswana       | 0−3     | 3−0    |          | 3−0            | 3−0    | 3−1   | 9−3     | 2    |
| Rep. del Congo | 0−3     | 0−3    | 0−3      |                | 0−3    | 0−3   | 0−9     | 5    |
| Angola         | 1−2     | 2−1    | 0−3      | 3−0            |        | 2−2   | 6−6     | 3    |

Grup B
|               | Nigèria | Camerun | Gabon | Costa d'Ivori | Senegal | V − D | Partits | Pos. |
| Nigèria       |         | 2−1     | 3−0   | 0−3           | 3−0     | 3−1   | 8−4     | 2    |
| Camerun       | 1−2     |         | 3−0   | 1−2           | 2−1     | 2−2   | 7−5     | 3    |
| Gabon         | 0−3     | 0−3     |       | 1−2           | 0−3     | 0−3   | 0−9     | 5    |
| Costa d'Ivori | 3−0     | 2−1     | 2−1   |               | 3−0     | 4−0   | 10−2    | 1    |
| Senegal       | 0−3     | 1−2     | 3−0   | 0−3           |         | 1−3   | 4−8     | 4    |

Play-offs
| Ronda       | Equip A        | Resultat | Equip B       |
| ----------- | -------------- | -------- | ------------- |
| Ascens      | Namíbia        | 2 − 1    | Nigèria       |
| Ascens      | Botswana       | 0 − 2    | Costa d'Ivori |
| Cinquè/Sisè | Angola         | 0 − 3    | Camerun       |
| Setè/Vuitè  | Uganda         | 1 − 2    | Senegal       |
| Novè/Desè   | Rep. del Congo | 0 − 3    | Gabon         |

## Sector Amèrica

### Grup III
Les eliminatòries es van disputar entre els 30 de juny i el 3 de juliol de 2021 sobre terra batuda exterior al Centro de Alto Rendimiento Fred Maduro de Ciutat de Panamà (Panamà). Els dos guanyadors es van classificar per disputar la següent edició de la fase classificatòria del Grup Mundial II.
Grup A
|           | Guatemala | Bahames | Cuba | V − D | Partits | Pos. |
| Guatemala |           | 1−2     | 3−0  | 1−1   | 4−2     | 2    |
| Bahames   | 2−1       |         | 2−1  | 2−0   | 4−2     | 1    |
| Cuba      | 0−3       | 1−2     |      | 0−2   | 1−5     | 3    |

Grup B
|                   | Costa Rica | Hondures | Bermudes | Trinitat i Tobago | V − D | Partits | Pos. |
| Costa Rica        |            | 3−0      | 2−1      | 3−0               | 3−0   | 8−1     | 1    |
| Hondures          | 0−3        |          | 1−2      | 2−1               | 1−2   | 3−6     | 3    |
| Bermudes          | 1−2        | 2−1      |          | 3−0               | 2−1   | 6−3     | 2    |
| Trinitat i Tobago | 0−3        | 1−2      | 0−3      |                   | 0−2   | 1−8     | 4    |

Grup C
|                         | Jamaica | Puerto Rico | Panamà | Illes Verges Americanes | V − D | Partits | Pos. |
| Jamaica                 |         | 2−1         | 3−0    | 3−0                     | 3−0   | 8−1     | 1    |
| Puerto Rico             | 1−2     |             | 2−1    | 3−0                     | 2−1   | 6−3     | 2    |
| Panamà                  | 0−3     | 1−2         |        | 3−0                     | 1−2   | 4−5     | 3    |
| Illes Verges Americanes | 0−3     | 0−3         | 0−3    |                         | 0−3   | 0−9     | 4    |

Play-offs
| Ronda                   | Equip A    | Resultat          | Equip B     |
| ----------------------- | ---------- | ----------------- | ----------- |
| Ascens                  | Jamaica    | 2 − 0             | Bahames     |
| Ascens                  | Costa Rica | 0 − 2             | Guatemala   |
|                         | Bermudes   | 0 − 2             | Puerto Rico |
| Cuba                    | 2 − 0      | Hondures          |             |
| Panamà                  | 2 − 0      | Trinitat i Tobago |             |
| Illes Verges Americanes |            |                   |             |

## Sector Àsia/Oceania

### Grup III
Les eliminatòries es van disputar entre els dies 15 i 18 de setembre de 2021 sobre pista dura al Jordan Tennis Federation de Amman (Jordània). Els dos primers de cada grup van disputar un play-off per decidir els tres classificats per disputar la següent edició de la fase classificatòria del Grup Mundial II, mentre que els tres equips últims dels grups van descendir al Grup IV del sector.
Grup A
|           | Hong Kong | Kuwait | Malàisia | V − D | Partits | Pos. |
| Hong Kong |           | 2−1    | 3−0      | 2−0   | 5−1     | 1    |
| Kuwait    | 1−2       |        | 0−3      | 0−2   | 1−5     | 3    |
| Malàisia  | 0−3       | 3−0    |          | 1−1   | 3−3     | 2    |

Grup B
|                 | Vietnam | Qatar | Pacific Oceania | V − D | Partits | Pos. |
| Vietnam         |         | 2−1   | 2−1             | 2−0   | 4−2     | 1    |
| Qatar           | 1−2     |       | 1−2             | 0−2   | 2−4     | 3    |
| Pacific Oceania | 1−2     | 2−1   |                 | 1−1   | 3−3     | 2    |

Grup C
|           | Síria | Sri Lanka | Jordània | V − D | Partits | Pos. |
| Síria     |       | 3−0       | 3−0      | 2−0   | 6−0     | 1    |
| Sri Lanka | 0−3   |           | 1−2      | 0−2   | 1−5     | 3    |
| Jordània  | 0−3   | 2−1       |          | 1−1   | 2−4     | 2    |

Play-offs
| Ronda  | Equip A   | Resultat | Equip B         |
| ------ | --------- | -------- | --------------- |
| Ascens | Hong Kong | 2 − 0    | Jordània        |
| Ascens | Vietnam   | 2 − 0    | Malàisia        |
| Ascens | Síria     | 1 − 2    | Pacific Oceania |

### Grup IV
Les eliminatòries es van disputar entre els dies 18 i 24 d'octubre de 2021 sobre pista dura al Bahrain Tennis Federation Courts d'Isa Town (Bahrain). Dividits en tres grups de quatre equips, els dos millors equips cada grup van disputar una eliminatòria per decidir els tres equips que es van classificar per Grup III del sector asiàtic/oceànic de la següent edició.
Grup A
|                     | Aràbia Saudita | Emirats Àrabs Units | Bahrain | Guam | V − D | Partits | Pos. |
| Aràbia Saudita      |                | 3−0                 | 3−0     | 3−0  | 3−0   | 9−0     | 1    |
| Emirats Àrabs Units | 0−3            |                     | 2−1     | 3−0  | 2−1   | 5−4     | 2    |
| Bahrain             | 0−3            | 1−2                 |         | 3−0  | 1−2   | 4−5     | 3    |
| Guam                | 0−3            | 0−3                 | 0−3     |      | 0−3   | 0−9     | 4    |

Grup B
|              | Turkmenistan | Iraq | Oman | Mongòlia | V − D | Partits | Pos. |
| Turkmenistan |              | 3−0  | 3−0  | 3−0      | 3−0   | 9−0     | 1    |
| Iraq         | 0−3          |      | 3−0  | 3−0      | 2−1   | 6−3     | 2    |
| Oman         | 0−3          | 0−3  |      | 2−1      | 1−2   | 2−7     | 3    |
| Mongòlia     | 0−3          | 0−3  | 1−2  |          | 0−3   | 1−8     | 4    |

Grup C
|             | Iran | Cambodja | Kirguizstan | Iemen | V − D | Partits | Pos. |
| Iran        |      | 3−0      | 3−0         | 3−0   | 3−0   | 9−0     | 1    |
| Cambodja    | 0−3  |          | 2−1         | 3−0   | 2−1   | 5−4     | 2    |
| Kirguizstan | 0−3  | 1−2      |             | 3−0   | 1−2   | 4−5     | 3    |
| Iemen       | 0−3  | 0−3      | 0−3         |       | 0−3   | 0−9     | 4    |

Play-offs
| Ronda      | Equip A        | Resultat | Equip B             |
| ---------- | -------------- | -------- | ------------------- |
| Ascens     | Aràbia Saudita | 2 − 1    | Cambodja            |
| Ascens     | Turkmenistan   | 1 − 2    | Emirats Àrabs Units |
| Ascens     | Iran           | 3 − 0    | Iraq                |
| Setè/Dotzè | Bahrain        | 3 − 0    | Mongòlia            |
| Setè/Dotzè | Oman           | 0 − 3    | Iemen               |
| Setè/Dotzè | Kirguizstan    | 2 − 1    | Guam                |

## Sector Europa

### Grup III
Les eliminatòries es van disputar entre els dies 16 i 19 de juny de 2021 sobre pista dura al Herodotou Tennis Academy de Làrnaca (Xipre). Els tres guanyadors es van classificar per disputar la següent edició de la fase classificatòria del Grup Mundial II mentre que els dos pitjors van descendir al grup IV del sector europeu.
Grup A
|          | Geòrgia | Xipre | Islàndia | V − D | Partits | Pos. |
| Geòrgia  |         | 0−3   | 3−0      | 1−0   | 3−3     | 2    |
| Xipre    | 3−0     |       | 3−0      | 2−0   | 6−0     | 1    |
| Islàndia | 0−3     | 0−3   |          | 0−2   | 0−3     | 3    |

Grup B
|           | Mònaco | Luxemburg | Irlanda | Malta | V − D | Partits | Pos. |
| Mònaco    |        | 2−1       | 2−1     | 3−0   | 3−0   | 7−2     | 1    |
| Luxemburg | 1−2    |           | 1−2     | 3−0   | 1−2   | 5−4     | 3    |
| Irlanda   | 1−2    | 2−1       |         | 3−0   | 2−1   | 6−3     | 2    |
| Malta     | 0−3    | 0−3       | 0−3     |       | 0−3   | 0−9     | 4    |

Play-offs
| Ronda          | Equip A  | Resultat | Equip B   |
| -------------- | -------- | -------- | --------- |
| Ascens directe | Xipre    | 1 − 2    | Mònaco    |
| Ascens         | Geòrgia  | 1 − 2    | Irlanda   |
| Descens        | Islàndia | 0 − 2    | Luxemburg |
| Descens        |          | Malta    |           |

### Grup IV
Les eliminatòries es van disputar entre els dies 22 i 26 de juny de 2021 sobre pista dura al Tennis Club Jug de Skopje (Macedònia del Nord). Dividits en dos grups, els dos millors equips cada grup es van classificar pel Grup III del sector europeu.
Grup A
|             | Montenegro | Armènia | Albània | Azerbaidjan | V − D | Partits | Pos. |
| Montenegro  |            | 3−0     | 3−0     | 3−0         | 3−0   | 9−0     | 1    |
| Armènia     | 0−3        |         | 2−1     | 2−1         | 2−1   | 4−5     | 2    |
| Albània     | 0−3        | 1−2     |         | 1−2         | 0−3   | 2−7     | 4    |
| Azerbaidjan | 0−3        | 1−2     | 2−1     |             | 1−2   | 3−6     | 3    |

Grup B
|                    | Macedònia del Nord | San Marino | Kosovo | Andorra | Moldàvia | V − D | Partits | Pos. |
| Macedònia del Nord |                    | 1−2        | 3−0    | 3−0     | 2−1      | 3−1   | 9−3     | 2    |
| San Marino         | 2−1                |            | 3−0    | 2−1     | 0−3      | 3−1   | 7−5     | 3    |
| Kosovo             | 0−3                | 0−3        |        | 0−3     | 0−3      | 0−4   | 0−12    | 5    |
| Andorra            | 0−3                | 1−2        | 3−0    |         | 0−3      | 1−3   | 4−8     | 4    |
| Moldàvia           | 1−2                | 3−0        | 3−0    | 3−0     |          | 3−1   | 10−2    | 1    |

## Resum
| Grup         | Grup      | Països                                                                                         |
| ------------ | --------- | ---------------------------------------------------------------------------------------------- |
| Grup Mundial | Campió    | Rússia                                                                                         |
| Grup Mundial | Finalista | Croàcia                                                                                        |
| Grup I       | Descens   | Ucraïna, Perú                                                                                  |
| Grup II      | Ascens    | Barbados, Dinamarca, Eslovènia, Lituània, Mèxic, Polònia, Sud-àfrica, Suïssa, Tunísia, Turquia |
| Grup II      | Descens   | Marroc, Zimbàbue                                                                               |
| Grup III     | Ascens    | Benín, Egipte, Guatemala, Hong Kong, Irlanda, Jamaica, Mònaco, Pacific Oceania, Xipre, Vietnam |
| Grup III     | Descens   | Emirats Àrabs Units, Ghana, Iran, Islàndia, Malta, Ruanda, Aràbia Saudita                      |
| Grup IV      | Ascens    | Armènia, Costa d'Ivori, Macedònia del Nord, Moldàvia, Montenegro, Namíbia                      |

## Rànquing
| Pos. | País         | Punts    | Eliminatòries | Ant. | Mov.    |
| ---- | ------------ | -------- | ------------- | ---- | ------- |
| 1.   | Croàcia      | 1.435,50 | 14            | 2    | 1       |
| 2.   | França       | 1.376,50 | 12            | 1    | 1       |
| 3.   | Espanya      | 926,81   | 12            | 3    | =       |
| 4.   | Bèlgica      | 647,63   | 11            | 4    | =       |
| 5.   | Estats Units | 603,32   | 10            | 6    | 1       |
| 6.   | Sèrbia       | 503,13   | 13            | 7    | 1       |
| 7.   | Canadà       | 481,63   | 12            | 9    | 2       |
| 8.   | Rússia       | 480,13   | 14            |      | Augment |
| 9.   | Alemanya     | 478,19   | 13            |      | Augment |
| 10.  | Itàlia       | 451,26   | 11            |      | Augment |